# Ethel Carrick

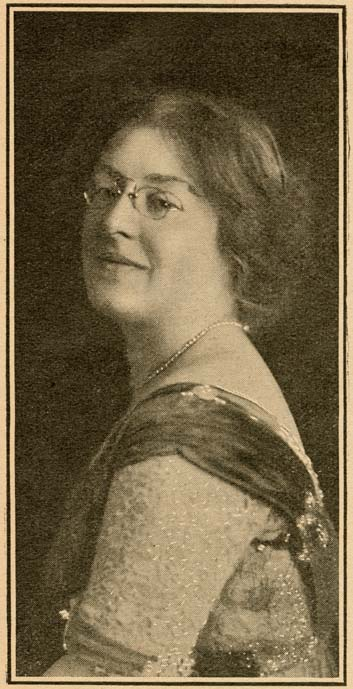
Ethel Carrick (um 1912)

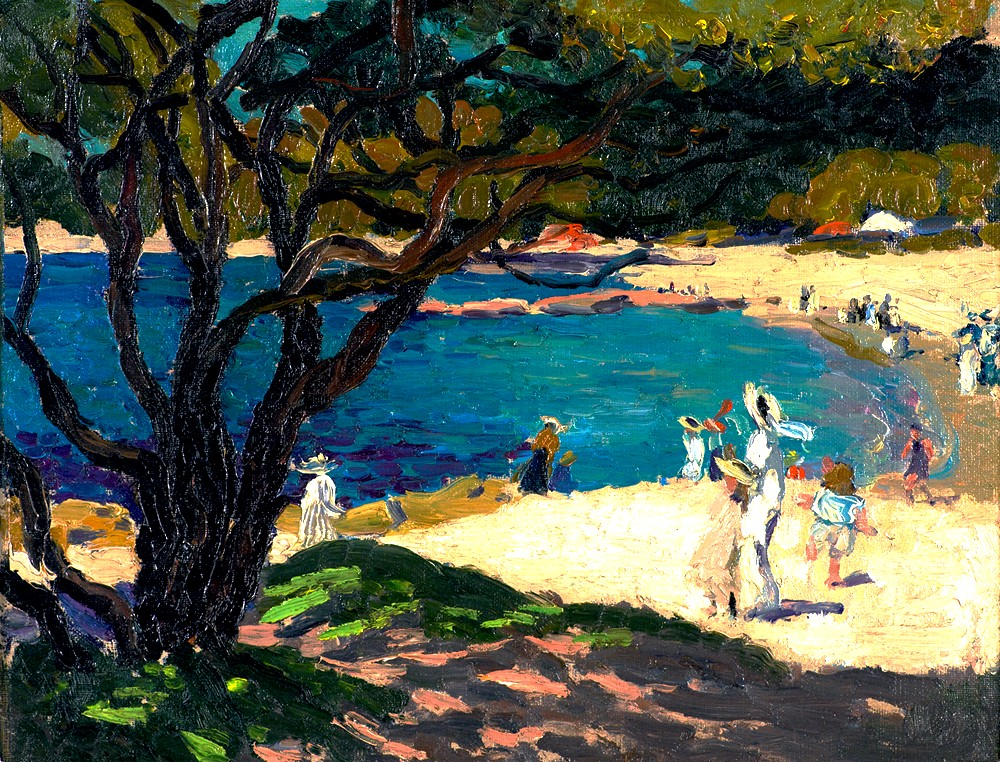
On Balmoral Beach, Sydney, 1913.

Ethel Carrick Fox (* 7. Februar 1872 in Uxbridge, Middlesex, England; † 17. Juni 1952 in Melbourne, Victoria, Australien) war eine britische impressionistische Malerin, die ihren Lebensmittelpunkt hauptsächlich in Paris, teils auch in Sydney hatte.

## Leben

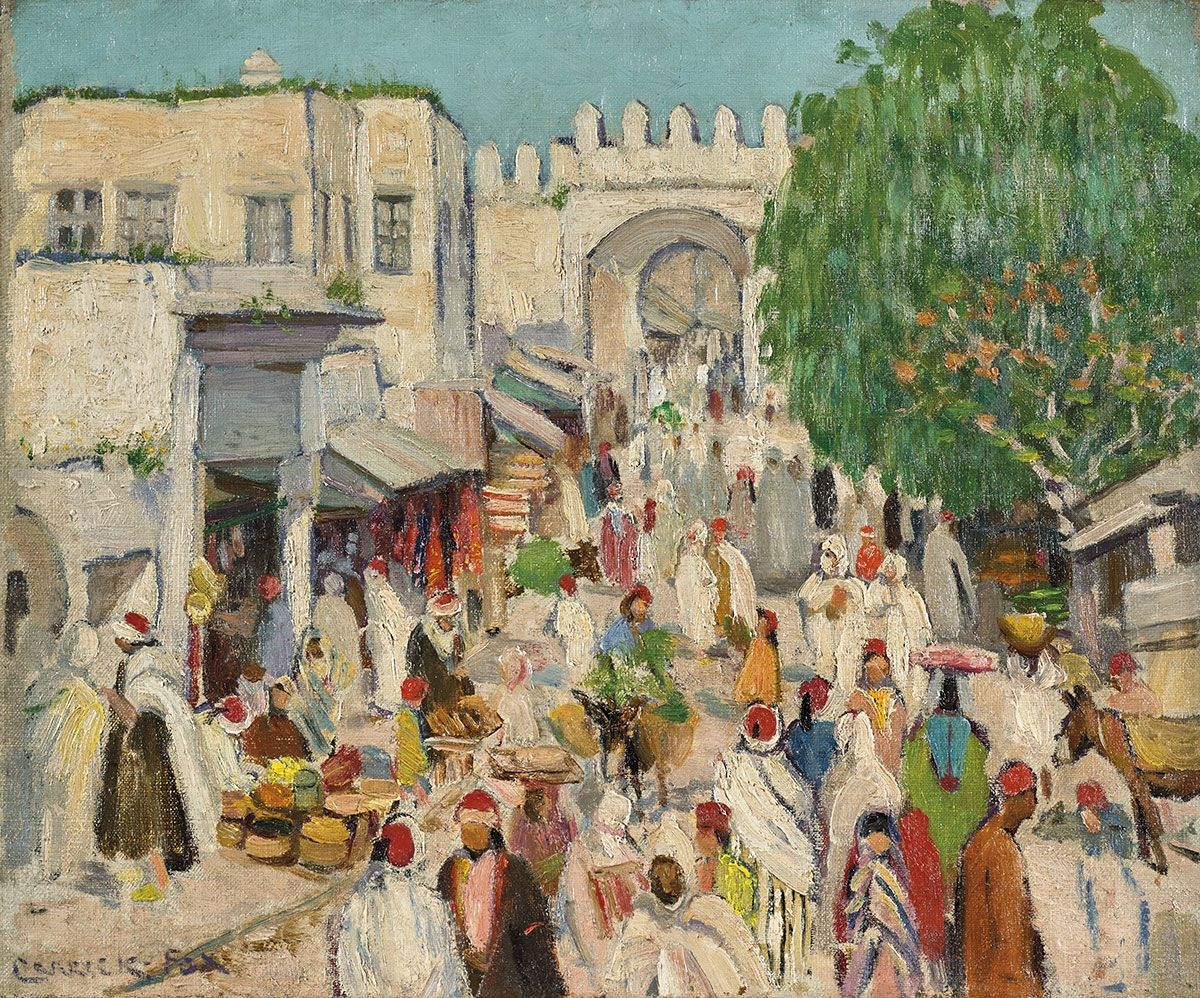
Markt in Kairouan, um 1920.

Carrick wurde 1872 im englischen Uxbridge als zweites von zehn Kindern eines Tuchmachers geboren und zuhause unterrichtet. Schon früh zeigte sich ihr Interesse und Talent im künstlerischen Bereich und sie erhielt vom Londoner Landschaftsmaler H. Francis Bate ersten Kunstunterricht. Um die Jahrhundertwende herum nahm sie Unterricht an der Slade School of Fine Art unter Frederick Brown und Henry Tonks und arbeitete ab 1903 als Malerin. Schon wenig später gewann sie den Melville Nettleship Prize für figurative Bildkompositionen. Einen Teil ihrer Zeit verbrachte sie in einer Künstlerkolonie in St Ives, Cornwall, die sich der Freilichtmalerei verschrieben hatte. Dort traf sie den australischen Maler Emanuel Phillips Fox, den sie 1905 heiratete. Das Ehepaar hatte seinen gemeinsamen Lebensmittelpunkt im Pariser Quartier du Montparnasse, doch reisten die beiden häufig gemeinsam durch die Welt, was sich in Carricks Œuvre widerspiegelt. In Paris wurde Carrick 1911 in die Société du Salon d’Automne aufgenommen; sowohl dort als auch in der Société nationale des beaux-arts stellte sie ihre Gemälde regelmäßig aus. Weitere Ausstellungen gab sie unter anderem bei der Brüsseler La Libre Esthétique; generell präferierte sie progressiv-liberale Kunstorganisationen. Für die Société du Salon d’Automne war sie von etwa 1912 bis 1925 auch als Jurorin in hauseigenen Kunstwettbewerben tätig.

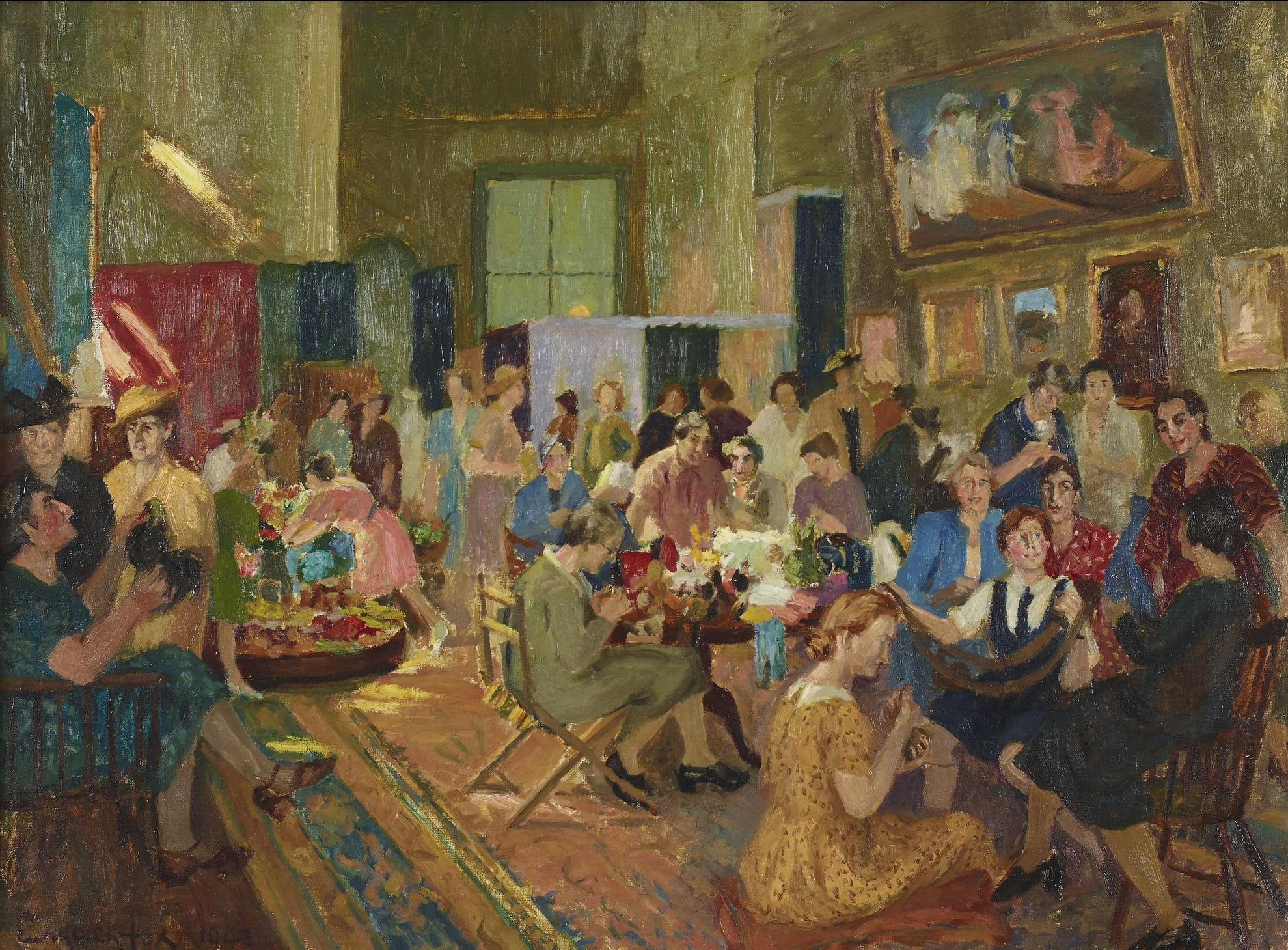
Voluntary service (Freiwilligendienst), 1943.

In regelmäßigen Abständen besuchte das Ehepaar auch die Heimat von Fox, Australien, wo die beiden 1914 durch den Ausbruch des Ersten Weltkriegs verbleiben mussten. Während die beiden versuchten, eine Ausstellung ihrer Werke im Melbourne Athenaeum zur Unterstützung des Französischen Roten Kreuzes zu organisieren, verstarb Emanuel Phillips Fox überraschend 1915. In den folgenden Jahrzehnten setzte Carrick ihre eigene künstlerische Arbeit fort, versuchte aber parallel, das Werk ihres Ehemannes bekannter zu machen. Nach Kriegsende kehrte sie nach Paris zurück und hatte weiterhin dort ihren Lebensmittelpunkt, hielt aber den Kontakt mit Australien. Wenn sie in Australien residierte, lebte sie in Sydney. Dabei verband sie ihre beiden Heimatländer und diente insbesondere als Kontaktperson für australische Künstler in Paris. Unterdessen nahm sie weitere Reisen, wobei sie häufig auf Unterkünfte der Theosophischen Gesellschaft zurückgriff. Während des Zweiten Weltkriegs suchte sie dauerhaft Exil in Australien, da ihr Ehemann jüdisch gewesen war. Neben der eigentlichen künstlerischen Betätigung war Carrick auch als Kunstlehrerin sowie in diversen kunstpolitischen Organisationen aktiv; unter anderem war sie 1912 Vize-Präsidentin der Union des Femmes Peintres et Sculpteurs. Hinzu kamen besonders Mitgliedschaften in diversen Pariser Kunstorganisationen und Künstlergruppen. Sie starb im Alter von 80 Jahren in Melbourne, wohin sie kurz zuvor aus Paris gekommen war. Einen großen Teil ihres Oeuvres nehmen impressionistische Gemälde ein, die Szenen im Freien darstellen.